# Берч-Ран (Мічиган)
Берч-Ран (англ. Birch Run) — селище (англ. village) в США, в окрузі Сегіно штату Мічиган. Населення — 1525 осіб (2020).

## Географія
Берч-Ран розташований за координатами 43°15′3″ пн. ш. 83°47′30″ зх. д. / 43.25083° пн. ш. 83.79167° зх. д. (43.250743, -83.791674).  За даними Бюро перепису населення США в 2010 році селище мало площу 4,94 км², з яких 4,88 км² — суходіл та 0,05 км² — водойми.

## Демографія
Згідно з переписом 2010 року, у селищі мешкало 1555 осіб у 655 домогосподарствах у складі 398 родин. Густота населення становила 315 осіб/км².  Було 714 помешкання (145/км²).
Расовий склад населення:
| - 93,9 % — білих - 1,1 % — чорних або афроамериканців - 0,9 % — корінних американців - 0,2 % — азіатів - 1,2 % — осіб інших рас |

До двох чи більше рас належало 2,8 %. Частка іспаномовних становила 5,3 % від усіх жителів.
За віковим діапазоном населення розподілялося таким чином: 25,1 % — особи молодші 18 років, 62,7 % — особи у віці 18—64 років, 12,2 % — особи у віці 65 років та старші. Медіана віку мешканця становила 34,6 року. На 100 осіб жіночої статі у селищі припадало 89,9 чоловіків;  на 100 жінок у віці від 18 років та старших — 82,0 чоловіків також старших 18 років.
Середній дохід на одне домашнє господарство  становив 55 316 доларів США (медіана — 45 000), а середній дохід на одну сім'ю — 66 466 доларів (медіана — 60 903). Медіана доходів становила 44 375 доларів для чоловіків та 41 364 долари для жінок. За межею бідності перебувало 9,7 % осіб, у тому числі 10,9 % дітей у віці до 18 років та 4,8 % осіб у віці 65 років та старших.
Цивільне працевлаштоване населення становило 718 осіб. Основні галузі зайнятості: освіта, охорона здоров'я та соціальна допомога — 21,3 %, роздрібна торгівля — 18,0 %, мистецтво, розваги та відпочинок — 17,1 %.